# Ctiboř, Benešov
Ctiboř là một làng thuộc huyện Benešov, vùng Středočeský, Cộng hòa Séc.